# Silnice II/263
Silnice II/263 je silnice II. třídy v severní části České republiky, v okrese Děčín a okresu Česká Lípa, patřících do Ústeckého a Libereckého kraje. Začíná na hranicích se Saskem a končí v Kravařích na Českolipsku.

## Vedení silnice

### Okres Děčín
- Silnice s tímto označením začíná na hraničním přechodu mezi saským Ebersbachem a Jiříkovem v Šluknovském výběžku. Do Jiříkova je vedena jako ulice 9. května a ven jižním směrem pod jménem Rumburská ulice.
- Do Rumburka je vedena jako Jiříkovská ulice. Ve středu města se od ní odpojuje silnice II/266, dále přes kruhovou křižovatku Komenskou ulicí pokračuje k jihu ulicí Pražskou.
- Jižně od Rumburka se na další kruhové křižovatce dotýká se silnicí I/9 vedené sem z Prahy, dál je vedena směrem na západ a později se lomí na JZ.
- Dostává se do města Krásná Lípa Rumburskou ulicí, kříží se zde se silnicí II/265 a pokračuje jižním směrem
- Je vedena obcí Rybniště. Zde se odpojuje silnice II/264. Pak se stáčí na JZ.
- Protíná města Chřibská a Česká Kamenice. V České Kamenici se kříží s Evropskou silnicí E442 a pokračuje dál k jihu.
- Prochází obce Karlovka a Velká Bukovina a dál na jih k Žandovu.

### Okres Česká Lípa
- V Žandově se k ní připojuje Silnice II/262, ulicemi vedou společně k JV až do Horní Police. V obci se obě silnice rozpojují, silnice II/263 vede dál na jih. Prochází Valteřicemi, Heřmanicemi patřícími k Žandovu a končí v obci Kravaře napojením na silnici I/15, vedené z Úštěka do Zahrádek na Českolipku.

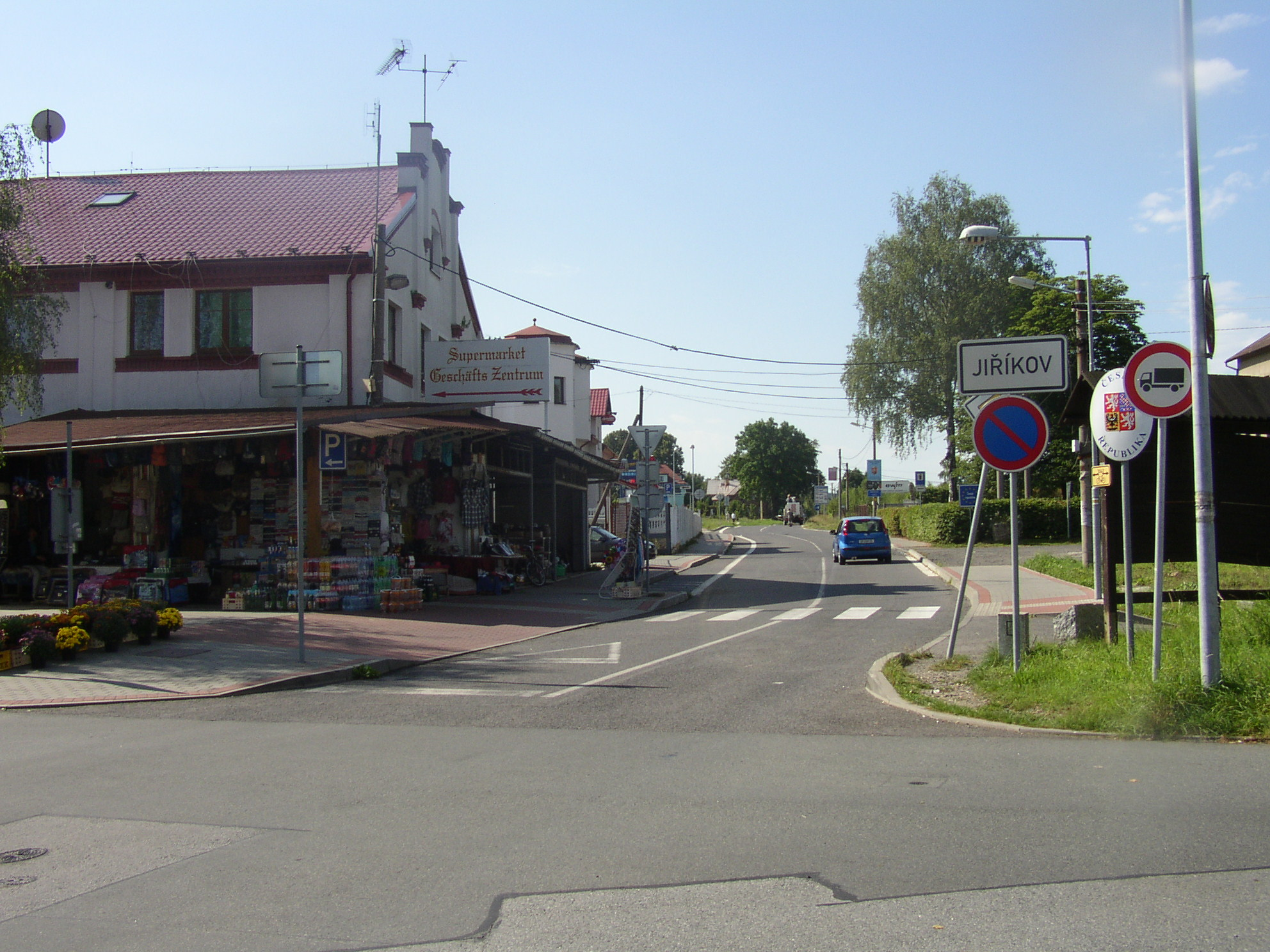
Hraniční přechod Jiříkov - Ebersbach